# Sophie et le Crime
Pour plus de détails, voir Fiche technique et Distribution.
Sophie et le Crime est un film français réalisé par Pierre Gaspard-Huit et sorti en 1955.

## Synopsis
À Paris, la jeune Sophie fait ses débuts de journaliste chez Tel Quel, un petit hebdomadaire échotier, lorsque sa voisine, Louise Richter, est assassinée. Le principal suspect est son mari Franck qui a disparu immédiatement après le drame. Un soir, celui-ci surprend Sophie dans son immeuble, clamant son innocence. Convaincue, Sophie fait alors son enquête afin de le disculper.   

## Fiche technique
- Titre : Sophie et le Crime
- Réalisation : Pierre Gaspard-Huit
- Scénario : Pierre Gaspard-Huit et Pierre Lary d’après le roman de Cécil Saint-Laurent alias Jacques Laurent, Sophie et le crime[1] (Éditions Hachette, 1953)
- Dialogues : Marcel Achard
- Assistants réalisateur : Olga Varen, Pierre Lary
- Musique : Georges Van Parys
- Photographie : Michel Kelber
- Son : René Sarazin
- Montage : Yvonne Martin
- Décors : James Allan, Paul Bertrand
- Pays de production :  France
- Tournage : 
  - Langue : français
  - Extérieurs : Paris
- Producteurs : Roger Richebé, René Lafuite
- Directeur de production : André Deroual
- Sociétés de production : Ardennes Films (France), Les Films Roger Richebé (France), Synimex (France)
- Sociétés de distribution : Les Films du Jeudi/Les Films de la Pleiade, Ellis Films
- Format : noir et blanc — 35 mm — 1.37:1 — son monophonique
- Genre : film policier
- Durée : 100 minutes
- Date de sortie : France - 17 août 1955
- Affiche : Jean Mascii (France)

## Distribution
- Marina Vlady : Sophie Brulard
- Peter van Eyck : Franck Richter
- Jean Gaven : Ernest Sapinaud, photographe à Tel Quel
- Pierre Dux : le commissaire Moret
- Dora Doll : Louise Richter
- René Havard : Tony
- Paul Guers : Claude Broux
- Yvette Lebon : Mme Gontcharoff
- Marcelle Géniat : Mme Gretchikine
- Maryse Martin : la servante aux saucisses
- André Bervil : un commissaire
- Alain Bouvette : un photographe
- Pierre Fromont : un inspecteur
- Olga Varen : une journaliste à Tel Quel
- Daniel Emilfork : le barman du Montana
- Jess Hahn : le dragueur américain au Montana
- Joëlle Bernard : la jeune fille au restaurant
- Gérard Darrieu : l'agent cycliste au billet de loterie
- Lucien Frégis : un agent
- Gabriel Gobin : un locataire
- Suzanne Grey : une locataire
- Lucien Guervil : le bistrot
- Julien Maffre : un agent
- Maryse Paillet : la concierge
- Marcel Rouzé : un inspecteur
- Roger Saget : le patron de l'hôtel
- Sylvain : le greffier
- Irène Tunc : la belle-fille
- Hélène Vallier
- Odile Versois
- Jean Balthasar
- Jacques Bézard
- Michel Damien
- Danièle Fabray
- Sophie Mallet
- Max Mégy
- Marc Michel

## Autour du film
- Marina Vlady[2] : « Je joue dans un film, Sophie et le crime, écrit par Jacques Laurent, mis en scène par Pierre Gaspard-Huit — que j’ai surnommé Gontran-Neuf — et produit par Richebé — que la profession a baptisé « Pauvre C. » C’est un film policier à l’intrigue complexe, avec un rôle très quelconque, une ou deux scènes de terreur aussi mal jouées que mal filmées, bref, un ratage malgré la présence d’un magnifique acteur, Peter Van Eyck, un battage publicitaire autour de mes jolis dix-sept ans, et le sentiment euphorique d’être sollicitée de toutes parts… »

- Le barman du Montana dans le film est doublé par Jacques Jouanneau